# Fernsehturm Pjöngjang
Der Fernsehturm Pjöngjang (kor.: 평양TV타워) ist ein 150 Meter hoher Fernsehturm in der nordkoreanischen Hauptstadt Pjöngjang.

## Geschichte
Der Fernsehturm Pjöngjang wurde im April 1967 fertiggestellt und dient der Verbreitung des Farbfernsehens, das zeitgleich in Nordkorea eingeführt wurde. Einziger offizieller Fernsehsender in Nordkorea ist das Koreanische Zentralfernsehen. Als Vorlage galt evtl. der Fernsehturm Ostankino der zur gleichen Zeit erbaut wurde.
Ab Ende 2019, Anfang 2020 begannen umfassende Modernisierungen. Als erstes wurde mit den Bauarbeiten am Turmfuß begonnen, die Aussichtsplattform wurde ab Mitte 2023 erneuert. Diese wurde im Aussehen verändert und mit Glas verkleidet was darauf hindeuten könnte das die Anlage wieder für Besucher geöffnet werden könnte.

## Lage und Beschreibung

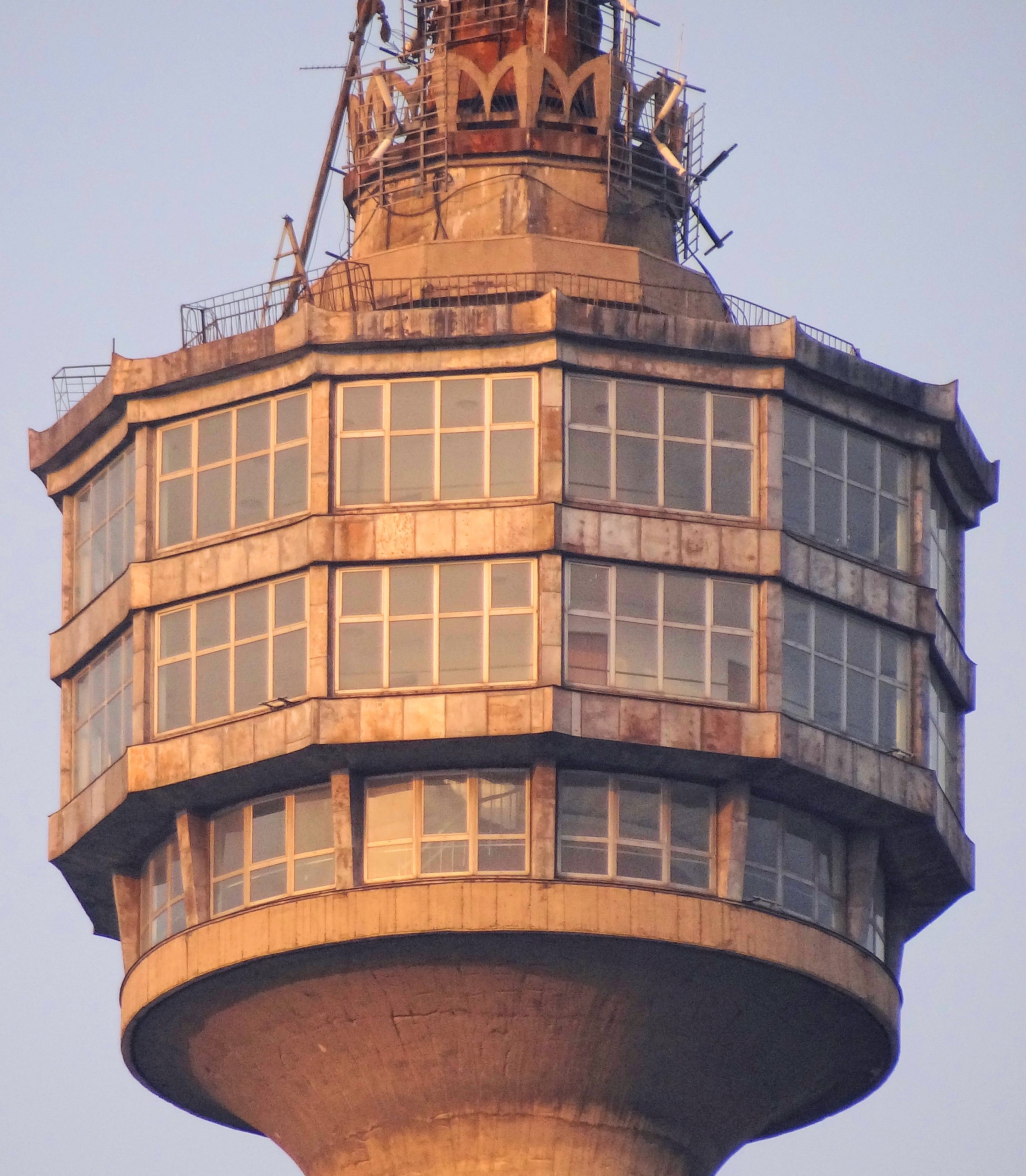
Turmkorb in der Nahansicht

Der Turm steht im Kaeson-Park, einem Teilbereich des Moranbong-Parks, im Stadtbezirk Moranbong-guyŏk nördlich des Kim-Il-sung-Stadions.
Der Turmfuß des Fernsehturms Pjöngjang besteht aus einem Kegelstumpf mit auf zwei Reihen angeordneten Bullaugen, ähnlich wie beim Fernsehturm Ostankino in Moskau. Am Turmschaft befinden sich auf 34,5 Meter, 65 Meter, 67,5 Meter und 85 Meter vier ringförmige Plattformen für technische Einrichtungen und Richtfunkantennen. Auf einer Höhe von 94 bis 101 Meter befindet sich ein dreigeschossiger Turmkorb mit Aussichtsplattform, die zeitweise auch öffentlich zugänglich sind. Darüber befindet sich ein rund 50 Meter hoher Mast mit mehreren Dipolantennen zur Abstrahlung des Fernsehprogramms.
Im Turm befand sich ein Panoramarestaurant, welches über ein Lift zu erreichen war. Das Restaurant erschien auf Briefmarken aus dem Jahr 1981. Nach heutigen Erkenntnissen ist das Restaurant mittlerweile geschlossen. Laut Koryo Tours war die Aussichtsplattform zwischen 2005 und 2009 für ausländische Touristen geöffnet.

## Frequenzen und Programme

### Analoges Radio (UKW)
| Frequenz (in MHz) | Programm              | RDS PS | RDS PI | Regionalisierung | ERP (in kW) | Antennendiagramm rund (ND)/gerichtet (D) | Polarisation horizontal (H)/vertikal (V) |
| ----------------- | --------------------- | ------ | ------ | ---------------- | ----------- | ---------------------------------------- | ---------------------------------------- |
| 105,2             | Pyongyang FM Pangsong | –      | –      | –                | 20          |                                          |                                          |

### Analoges Fernsehen (PAL)
| Kanal | Frequenz (MHz) | Programm                      | ERP (kW) | Sendediagramm rund (ND)/ gerichtet (D) | Polarisation horizontal (H)/ vertikal (V) |
| ----- | -------------- | ----------------------------- | -------- | -------------------------------------- | ----------------------------------------- |
| 5     | 93,25          | Mansudae TV                   | 350      |                                        |                                           |
| 9     | 199,25         | Röngnamsan Television         | 140      |                                        |                                           |
| 12    | 223,25         | Koreanisches Zentralfernsehen | 700      |                                        |                                           |